# Dichapetalum
Dichapetalum é um género botânico pertencente à família Dichapetalaceae.

## Espécies
Este gênero é composto por 353 espécies:
| - Dichapetalum abrupti - Dichapetalum acuminatum - Dichapetalum acutifolium - Dichapetalum acutisepalum - Dichapetalum adnatiflorum - Dichapetalum adolfi - Dichapetalum affine - Dichapetalum alaotrense - Dichapetalum albidum - Dichapetalum altescandens - Dichapetalum amazonicum - Dichapetalum andamanicum - Dichapetalum angolense - Dichapetalum angustisquamulosum - Dichapetalum arachnoideum - Dichapetalum arenarium - Dichapetalum argenteum - Dichapetalum aruwimense - Dichapetalum asplundeanum - Dichapetalum aurantiacum - Dichapetalum aureonitens - Dichapetalum australianum - Dichapetalum axillare - Dichapetalum bailloni - Dichapetalum bakerianum - Dichapetalum bangii - Dichapetalum barbatum - Dichapetalum barbosae - Dichapetalum barense - Dichapetalum barteri - Dichapetalum batanganum - Dichapetalum batesii - Dichapetalum baturense - Dichapetalum beccarianum - Dichapetalum beckii - Dichapetalum beilschmiedioides - Dichapetalum bellum - Dichapetalum beniense - Dichapetalum benthamii - Dichapetalum benthamianum - Dichapetalum bernalii - Dichapetalum bocageanum - Dichapetalum bodyi - Dichapetalum bojeri - Dichapetalum borneense - Dichapetalum brachysepalum - Dichapetalum braunii - Dichapetalum brazzae - Dichapetalum brenesii - Dichapetalum brevitubulosum - Dichapetalum brownii - Dichapetalum bullatum - Dichapetalum bullockii - Dichapetalum bussei - Dichapetalum butayei - Dichapetalum buvumense - Dichapetalum cazengoense - Dichapetalum chalotii - Dichapetalum chartaceum - Dichapetalum chiapasense - Dichapetalum chlorinum - Dichapetalum choristilum - Dichapetalum chrysobalanoides - Dichapetalum cicinnatum - Dichapetalum ciliatum - Dichapetalum cinnamomeum - Dichapetalum cinereoviride - Dichapetalum cinereum - Dichapetalum claessensii - Dichapetalum coelhoi - Dichapetalum congoense - Dichapetalum conrauanum - Dichapetalum contractum - Dichapetalum corradii - Dichapetalum cordifolium - Dichapetalum corrugatum - Dichapetalum costaricense - Dichapetalum crassifolium - Dichapetalum cubense - Dichapetalum cuneifolium - Dichapetalum cymosum - Dichapetalum cymulosum - Dichapetalum deflexifolium - Dichapetalum deflexum - Dichapetalum dewevrei - Dichapetalum dewildei - Dichapetalum dictyospermum - Dichapetalum discolor - Dichapetalum divaricatum - Dichapetalum dodoense - Dichapetalum donnell - Dichapetalum donnel smithii - Dichapetalum donnell smithii - Dichapetalum dummeri - Dichapetalum dundusanense - Dichapetalum dusenii - Dichapetalum echinulatum - Dichapetalum edule - Dichapetalum eickii - Dichapetalum ellipticum - Dichapetalum euphlebium - Dichapetalum fadenii - Dichapetalum fallax - Dichapetalum ferrugineo - Dichapetalum ferrugineum - Dichapetalum filicaule - Dichapetalum flabellatiflorum - Dichapetalum flavicans - Dichapetalum flaviflorum - Dichapetalum flavovirens - Dichapetalum flexuosum - Dichapetalum floribundum - Dichapetalum foreroi - Dichapetalum fraternum - Dichapetalum froesii - Dichapetalum fructuosum - Dichapetalum fulvialabastrum - Dichapetalum fuscescens - Dichapetalum gabonense - Dichapetalum gagnepainii - Dichapetalum gagnepainii - Dichapetalum gassitae - Dichapetalum gelonioides - Dichapetalum geminostellatum - Dichapetalum gentlei - Dichapetalum gentryi - Dichapetalum germainii - Dichapetalum gillardinii - Dichapetalum gilletii - Dichapetalum glabratum - Dichapetalum glabrum - Dichapetalum glandulosum - Dichapetalum glomeratum - Dichapetalum gossweileri - Dichapetalum gracile - Dichapetalum grandifolium - Dichapetalum grayumii - Dichapetalum griffithii - Dichapetalum griseisepalum - Dichapetalum griseo - Dichapetalum guineense - Dichapetalum hainanense - Dichapetalum hammelii - Dichapetalum helferianum - Dichapetalum heudelotii - Dichapetalum hirtellum - Dichapetalum hirtum - Dichapetalum hispidum - Dichapetalum holopetalum - Dichapetalum holosericeum - Dichapetalum howii - Dichapetalum humbertii - Dichapetalum hypoleucum - Dichapetalum insigne - Dichapetalum integripetalum - Dichapetalum integrum - Dichapetalum jabassense - Dichapetalum johnstonii - Dichapetalum kamerunense - Dichapetalum keniense - Dichapetalum kerrii - Dichapetalum klaineanum - Dichapetalum klainei - Dichapetalum korupinum - Dichapetalum kribense - Dichapetalum kumasiense - Dichapetalum latifolium - Dichapetalum laurocerasus - Dichapetalum lautzianum - Dichapetalum le - Dichapetalum lebrunii - Dichapetalum ledermannii - Dichapetalum lescrauwaeti - Dichapetalum letouzeyi - Dichapetalum leucanthum - Dichapetalum leucosepalum - Dichapetalum leucosia - Dichapetalum liberiae | - Dichapetalum librevillense - Dichapetalum linderi - Dichapetalum lindicum - Dichapetalum lofense - Dichapetalum lokanduense - Dichapetalum lolo - Dichapetalum longifolium - Dichapetalum longipedicellatum - Dichapetalum longipetalum - Dichapetalum longistipulaceum - Dichapetalum longitubulosum - Dichapetalum lujae - Dichapetalum lujaei - Dichapetalum lukolelaense - Dichapetalum luteiflorum - Dichapetalum luzoniense - Dichapetalum macrocarpum - Dichapetalum macrophyllum - Dichapetalum madagascariense - Dichapetalum madagascariensis - Dichapetalum magnifolia - Dichapetalum malaccense - Dichapetalum malchairi - Dichapetalum malembense - Dichapetalum maluense - Dichapetalum martineaui - Dichapetalum mayumbense - Dichapetalum mekametane - Dichapetalum melanocladum - Dichapetalum mendoncae - Dichapetalum mexicanum - Dichapetalum michelsonii - Dichapetalum micranthum - Dichapetalum micropetalum - Dichapetalum minutiflorum - Dichapetalum missionum - Dichapetalum mocambicense - Dichapetalum moltindense - Dichapetalum moluccanum - Dichapetalum mombongense - Dichapetalum mombuttense - Dichapetalum monospermum - Dichapetalum montanum - Dichapetalum moralesii - Dichapetalum morenoi - Dichapetalum mortehani - Dichapetalum mossambicense - Dichapetalum mucronulatum - Dichapetalum multiflorum - Dichapetalum mundense - Dichapetalum ndongense - Dichapetalum nervatum - Dichapetalum nevermannianum - Dichapetalum nigrescens - Dichapetalum nitidulum - Dichapetalum nitidum - Dichapetalum nyangense - Dichapetalum obanense - Dichapetalum obliquifolium - Dichapetalum oblongifolium - Dichapetalum oblongum - Dichapetalum obovatum - Dichapetalum oddoni - Dichapetalum odoratum - Dichapetalum oleifolium - Dichapetalum oliganthum - Dichapetalum olivaceum - Dichapetalum ombrophilum - Dichapetalum pachypus - Dichapetalum pallidum - Dichapetalum palustre - Dichapetalum paniculatum - Dichapetalum papuanum - Dichapetalum parvifolium - Dichapetalum patenti - Dichapetalum pauper - Dichapetalum pedicellatum - Dichapetalum pedunculatum - Dichapetalum peekelii - Dichapetalum perrieri - Dichapetalum petersianum - Dichapetalum pierrei - Dichapetalum platyphyllum - Dichapetalum poggei - Dichapetalum potamophilum - Dichapetalum prancei - Dichapetalum pulchrum - Dichapetalum pullei - Dichapetalum pynaerti - Dichapetalum rabiense - Dichapetalum reflexum - Dichapetalum reticulatum - Dichapetalum retroversum - Dichapetalum reygaerti - Dichapetalum rhodesicum - Dichapetalum riparium - Dichapetalum robinsonii - Dichapetalum rowlandii - Dichapetalum rudatisii - Dichapetalum ruficeps - Dichapetalum rufipile - Dichapetalum rufo - Dichapetalum rufum - Dichapetalum rugosum - Dichapetalum ruhlandii - Dichapetalum salicifolium - Dichapetalum sankuruense - Dichapetalum sapini - Dichapetalum scabrum - Dichapetalum scandens - Dichapetalum schlechteri - Dichapetalum schliebenii - Dichapetalum schulzii - Dichapetalum schweinfurthii - Dichapetalum scorpioideum - Dichapetalum sericeum - Dichapetalum sessiliflorum - Dichapetalum seteti - Dichapetalum setosum - Dichapetalum sordidum - Dichapetalum soyauxii - Dichapetalum spathulatum - Dichapetalum spicatum - Dichapetalum spruceanum - Dichapetalum staminellatum - Dichapetalum staudtii - Dichapetalum steenisii - Dichapetalum stenophyllum - Dichapetalum steyermarkii - Dichapetalum stipulatum - Dichapetalum stuhlmannii - Dichapetalum subauriculatum - Dichapetalum subcordatum - Dichapetalum subcoriaceum - Dichapetalum subfalcatum - Dichapetalum submaritimum - Dichapetalum suboblongum - Dichapetalum subsessilifolium - Dichapetalum subuncinatum - Dichapetalum sulcatum - Dichapetalum sumatranum - Dichapetalum sumbense - Dichapetalum tenerum - Dichapetalum tenuifolium - Dichapetalum tesselatum - Dichapetalum tessmannii - Dichapetalum tetramerum - Dichapetalum tetrastachyum - Dichapetalum thollonii - Dichapetalum thomsonii - Dichapetalum thonneri - Dichapetalum thouarsianum - Dichapetalum timoriense - Dichapetalum tomentosum - Dichapetalum tonkinense - Dichapetalum toxicarium - Dichapetalum tricapsulare - Dichapetalum trichocephalum - Dichapetalum ubangiense - Dichapetalum ugandense - Dichapetalum umbellatum - Dichapetalum unguiculatum - Dichapetalum validum - Dichapetalum varians - Dichapetalum venenatum - Dichapetalum venulosum - Dichapetalum verrucosulum - Dichapetalum vestitum - Dichapetalum virchowii - Dichapetalum vitiense - Dichapetalum vondrozanum - Dichapetalum warneckei - Dichapetalum whitei - Dichapetalum wildemanianum - Dichapetalum witianum - Dichapetalum zambesianum - Dichapetalum zenkeri - Dichapetalum zeylanicum |